# Kyōya Yamada
Kyōya Yamada (japanisch 山田 恭也 Yamada Kyōya; * 29. Juli 2001 in der Stadt Okayama, Präfektur Okayama) ist ein ehemaliger japanischer Fußballspieler.

## Karriere
Kyōya Yamada erlernte das Fußballspielen in den Jugendmannschaften des Pinnacle Kurashiki FC und Fagiano Okayama. Bei Fagiano unterschrieb er am 1. Februar 2020 auch seinen ersten Profivertrag. Der Verein aus Okayama, einer Hafenstadt in der Präfektur Okayama auf Honshū, der Hauptinsel von Japan, spielte in der zweiten japanischen Liga, der J2 League. 2020 kam er in der Liga nicht zum Einsatz. Sein Zweitligadebüt gab Kyōya Yamada am 5. Mai 2021 (12. Spieltag) im Heimspiel gegen den FC Machida Zelvia. Hier wurde er in der 86. Minute für Takaya Kimura eingewechselt. Machida Zelvia gewann das Spiel mit 2:1. Im März 2022 wechselte er auf Leihbasis zum Viertligisten Kōchi United SC. Für den Verein aus Kōchi bestritt er 26 Viertligaspiele. Nach der Ausleihe kehrte er zu Beginn der Saison 2023 wieder nach Okayama zurück. Am Ende der Saison 2024 belegte er mit Okayama den fünften Tabellenplatz und qualifizierte sich somit zu den Aufstiegsspielen zur ersten Liga. Hier konnte man sich im Finale gegen Vegalta Sendai durchsetzen und stieg somit in die erste Liga auf. Nach insgesamt vier Ligaspielen für Okayama beendete er nach der Saison 2024 seine Karriere als Fußballspieler.